# Île Bell (Terre François-Joseph)
Pour les articles homonymes, voir Île Bell.
L'île Bell (en russe : Остров Белл) est une petite île de la terre François-Joseph, en Russie.

## Géographie
En forme de fer à cheval autour de la baie de Nielsen, qui s'ouvre vers le sud-ouest, l'île est facilement repérable en raison de son dôme rocheux en forme de cloche, d'où son nom de bell (« cloche ») donné par son découvreur Benjamin Leigh Smith, point culminant (343 m) au sud-est de l'île. L'île, composée de grès et de cailloux, est souvent libre de glaces. 

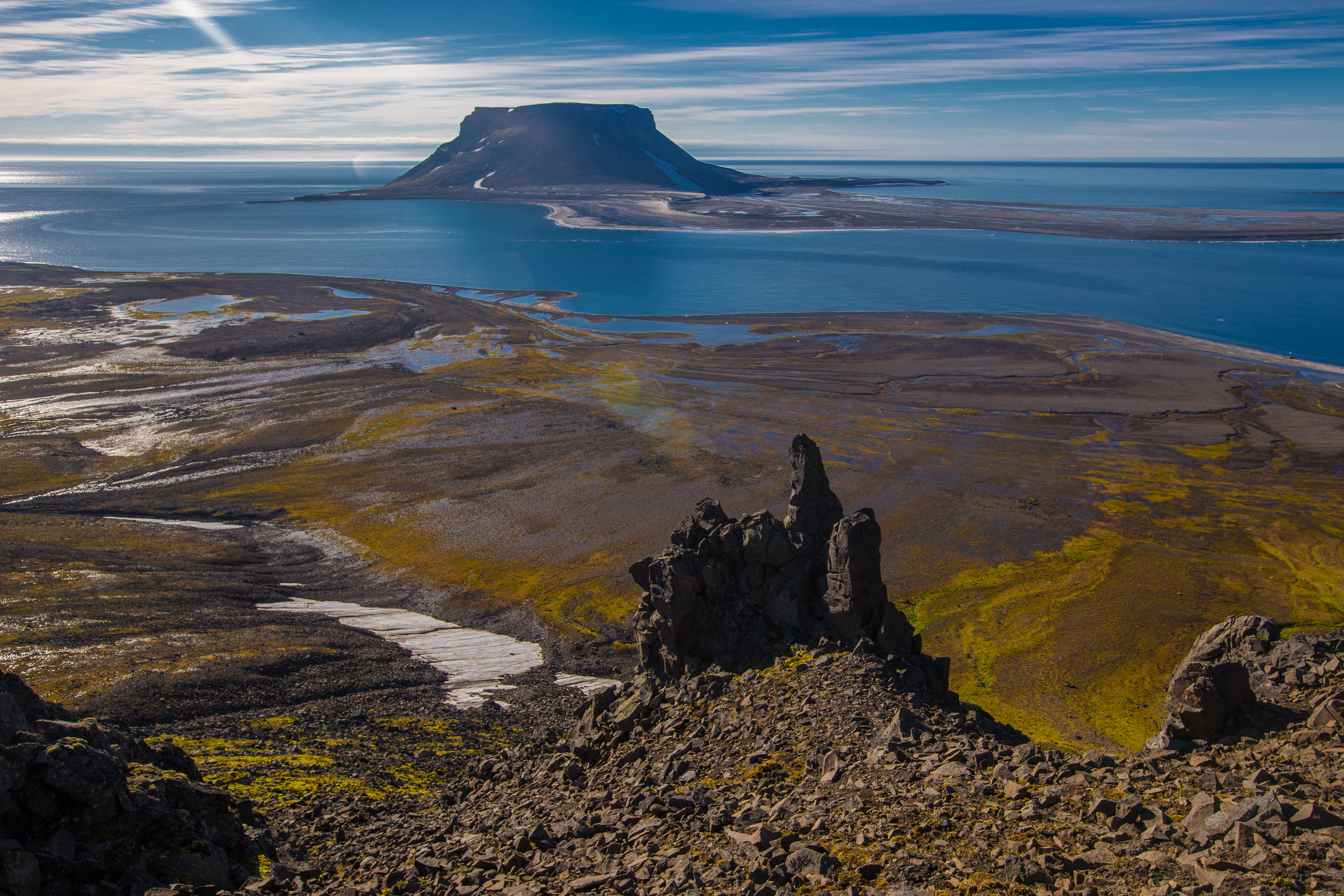
L'île Bell, avec son dôme rocheux caractéristique, photographiée depuis l'île Mabel voisine.

L'île est séparée de l'île Mabel à l'est par un étroit chenal, le canal Eira et, au nord-ouest, de la Terre George par le détroit de Nightingale.
L'île ne doit pas être confondue avec l'île Graham Bell, à l'est de l'archipel, beaucoup plus vaste.

## Histoire
L'île a été découverte en 1881 par Benjamin Leigh Smith. Durant sa seconde expédition, il bâtit au nord de l'île une robuste maison en bois, House Eira, du nom du navire de l'expédition. Prévue pour l'hivernage de l'expédition, House Eira ne fut que très peu utilisée car l'Eira fut broyé par les glaces au cap Flora. Frederick George Jackson explora l'île en 1896.
Valerian Albanov atteint l'île le 5 juillet 1914 où, le lendemain, un de ses hommes meurt d'épuisement. Il ne reste alors plus que quatre survivants. Parti en kayak avec Alexandre Konrad, à la suite d'un incident, les deux hommes y reviennent pour se réchauffer avant de la quitter le 9 juillet à destination de l'île Northbrook où ils se réfugient dans ce qui reste du campement Jackson et où ils découvrent des provisions et des munitions.